# سوکور
سوکور (به لاتین: Sokor) یک منطقهٔ مسکونی در روسیه است که در استان آستراخان واقع شده‌است.